# Baak Doi
La Pathé Records, o Baak Doi (caratteri cinesi: 百代唱片; pinyin: Bǎidài Chàngpiān; cantonese: Baakdoih Cheungpín; tradotto letteralmente come "cento generazioni"), è la prima compagnia di registrazione di Shanghai, Cina e più tardi Hong Kong. La compagnia è sussidiaria del conglomerato originario Pathé Records.

## Storia
Intorno all'inizio del ventesimo secolo, un giovane uomo francese di nome Labansat allestì una bancarella esterna in Tibet Road, a Shanghai, che suonava dischi in vinile per i cittadini cinesi curiosi. Il fonografo fu acquistato dalla Moutrie and Company, e qualsiasi persona del pubblico doveva pagare 10 centesimi per ascoltare una registrazione originale intitolata "Laughing Foreigners" (洋人大笑). Chiunque fosse capace di resistere alle risate o ai sogghigni avrebbe avuto indietro i propri soldi. I fonografi divennero popolari nella città nel 1906. Per il 1908, Labansat ricevette aiuto da un ingegnere francese ed un suo assistente di Ningbo, e stabilì la "Pathé Orient" (東方百代), conosciuta anche come "Pathé Asia"..
La compagnia inizialmente registrò l'Opera di Pechino. La musica popolare cinese divenne popolare, e le canzoni vennero vendute in negozi quali Wing On, a Shanghai.
Nel 1930 l'azienda Pathé fu annessa alla Columbia Records a Shanghai, e fu utilizzata per stampare le pubblicazioni delle etichette di registrazione Odeon e Beka, con il nome generale di "China Record Co. Ltd"; la distribuzione continuò anche con la Pathé Orient. Nella stessa decade, la Pathé fu annessa all'etichetta britannica EMI, che originariamente cercava di ottenere profitti nel Bund vendendo dischi in vinile. Ren Guang divenne il nuovo direttore della Pathé-EMI e venne coinvolto nella causa dei politici di sinistra che si battevano per i diritti del proletariato. La musica sinistroide fu infine censurata dagli ufficiali militari giapponesi nel 1937, che forzarono anche la compagnia a licenziare Ren. Ogni stabilimento giapponese venne, inoltre, restituito alla Compagnia Nipponophone (日本蓄音器株式会社).
Dalla fine degli anni trenta agli anni quaranta, la canzone trattenne i diritti del 90% delle canzoni mandopop.
Nel 1950 la Pathé smise di pubblicare dischi in Cina, e fu controllata dai comunisti cinesi. Due anni più tardi, l'ufficio della Pathé di Hong Kong iniziò a tagliare le registrazioni e a riportare in gloria il vecchio pop di Shanghai, ma solo nella colonia britannica. La Pathé Hong Kong dovette affrontare una dura competizione negli anni sessanta con il sorgere della Diamond Records, ed alla fine smise di produrre le composizioni pop di Shanghai per dedicarsi al cantopop, che iniziò ad ottenere popolarità dai primi anni settanta.
La Pathé Hong Kong ha da allora cambiato il suo nome inglese in EMI Hong Kong, ma fino ai nostri giorni ha mantenuto intatto il suo nome cinese.

## Correlati
- Cantopop
- Mandopop
- Musica cinese